# ティアラこうとう
ティアラこうとう（英語：TIARA KOTO）は、東京都江東区住吉にある江東区立のコンサートホールである。正式名称は江東区江東公会堂（こうとうくこうとうこうかいどう）。
指定管理者制度により、公益財団法人江東区文化コミュニティ財団が管理運営を行っている。

## 概要
老朽化した旧江東公会堂の代替と、江東区の文化活動の促進、地域コミュニティの交流・振興を目的として、猿江恩賜公園への設置が計画され、1994年12月に完成した。鉄筋コンクリート構造(一部は鉄骨構造)地下2階・地上5階の建物は久米設計による設計で、鹿島建設・多田建設・土屋組・丸石工業による共同企業体(JV)が施工した。電気工事は栗原工業、舞台照明は東芝ライテック、舞台機構は三精輸送機、舞台音響は不二音響が担当した。「ティアラこうとう」の愛称は一般公募の上、愛称決定委員会により決定された。
大ホールは、オーケストラ公演、各種コンサートやバレエ、演劇などを中心に使用されている。東京シティ・フィルハーモニック管弦楽団の準本拠地であり、テレビ朝日「題名のない音楽会」の収録も行われている。小ホールは各種コンサートのほか、発表会など区民にも利用されている。

### 開館時間・休館日
- 開館時間：午前9:00～午後10:00
- 休館日：第1・3月曜日(祝日の場合は開館)、年末年始（12月29日～1月3日）

## 設備
イベントの開演時間以外も施設が有効に利用されるよう練習室を多く設置している。
また、隣接する新大橋通りの地下を都営地下鉄新宿線が走行しており、事前調査でホールの音響環境を確保するために防振対策が必要とされたことから、厚さ約1mで深さ約35mの支持層に到達する地中連続壁を構築、建物躯体との間を防振ゴムで絶縁している。側方の地中壁についても躯体との間に100mm厚のフォームポリスチレン板を設置している。

### 大ホール
- 舞台：プロセニアム形式
- 客席：シューボックス型 - 1,300席（1階 848席、2階 386席、親子席 4席、立見席 62席）
  - 第1～第6楽屋

### 小ホール
- 舞台：オープンステージ形式
- 客席：円形状（4分の1の円形状） - 140席
  - 楽屋A・B

### 地下1階
- 大会議室
- 中会議室
- 特別会議室（小会議室）
- カフェ「kichi」

### 地下2階
- リハーサル室
- 第1～第5練習室

## 旧江東公会堂
1965年2月に開館した旧公会堂は佐藤武夫の設計による建築で、同じく佐藤の設計による文京公会堂などと並んで現在の多目的ホールの基礎となる歴史的建築であった。

## アクセス
- 都営地下鉄新宿線、東京メトロ半蔵門線「住吉駅」下車、A4出口より徒歩4分
- 都営バス東22系統、錦11系統「住吉駅前」下車、徒歩5分
- 都営バス錦28系統「江東公会堂前」下車、徒歩1分

機械式駐車場(80台)が利用できる（30分無料、以後20分ごとに100円）が、周辺に駐車場がないため満車の場合は注意を要する。

## ギャラリー

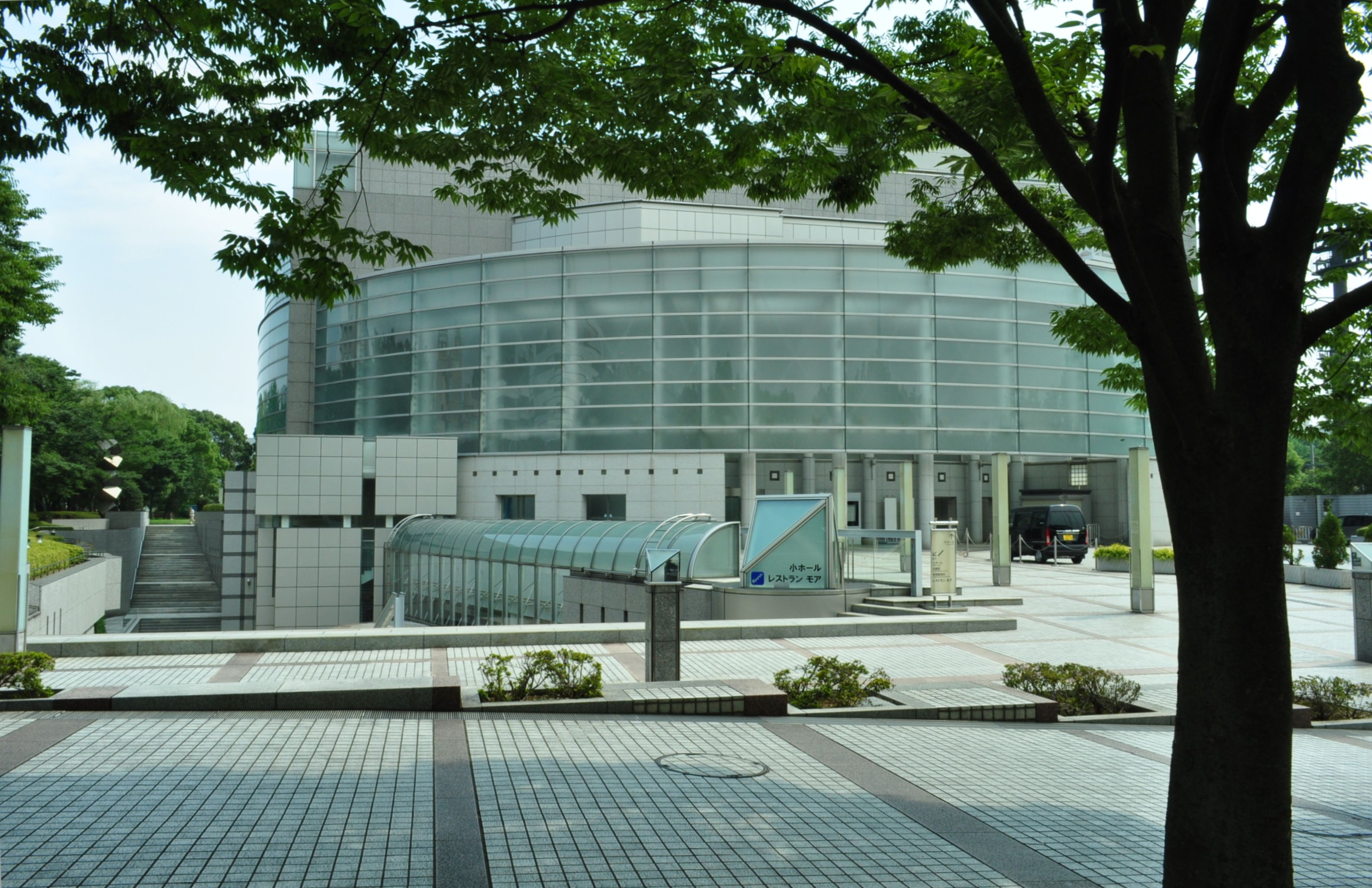
公道から外観を見る（2013年7月26日撮影）
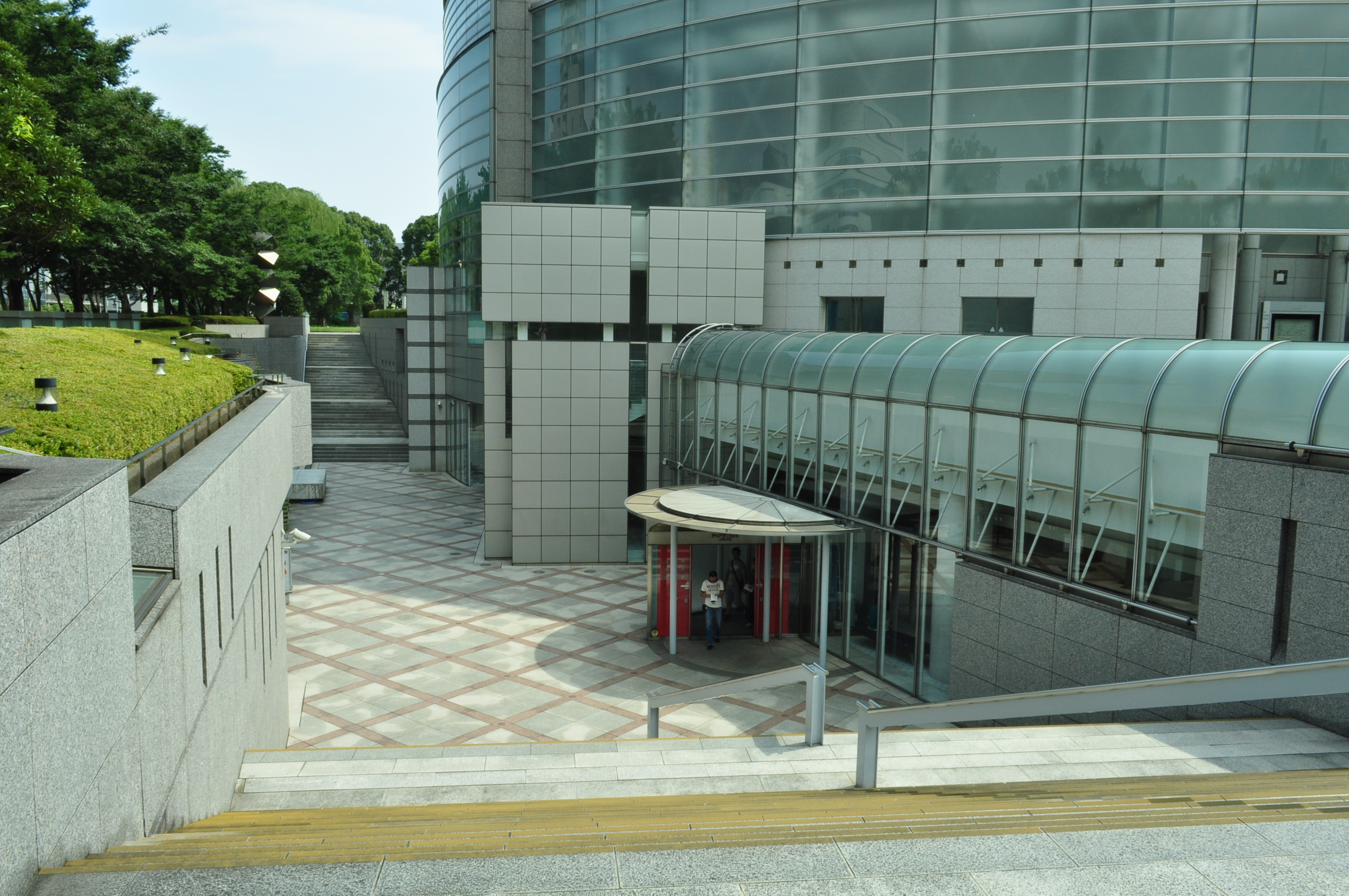
エントランスアプローチ（2013年7月26日撮影）
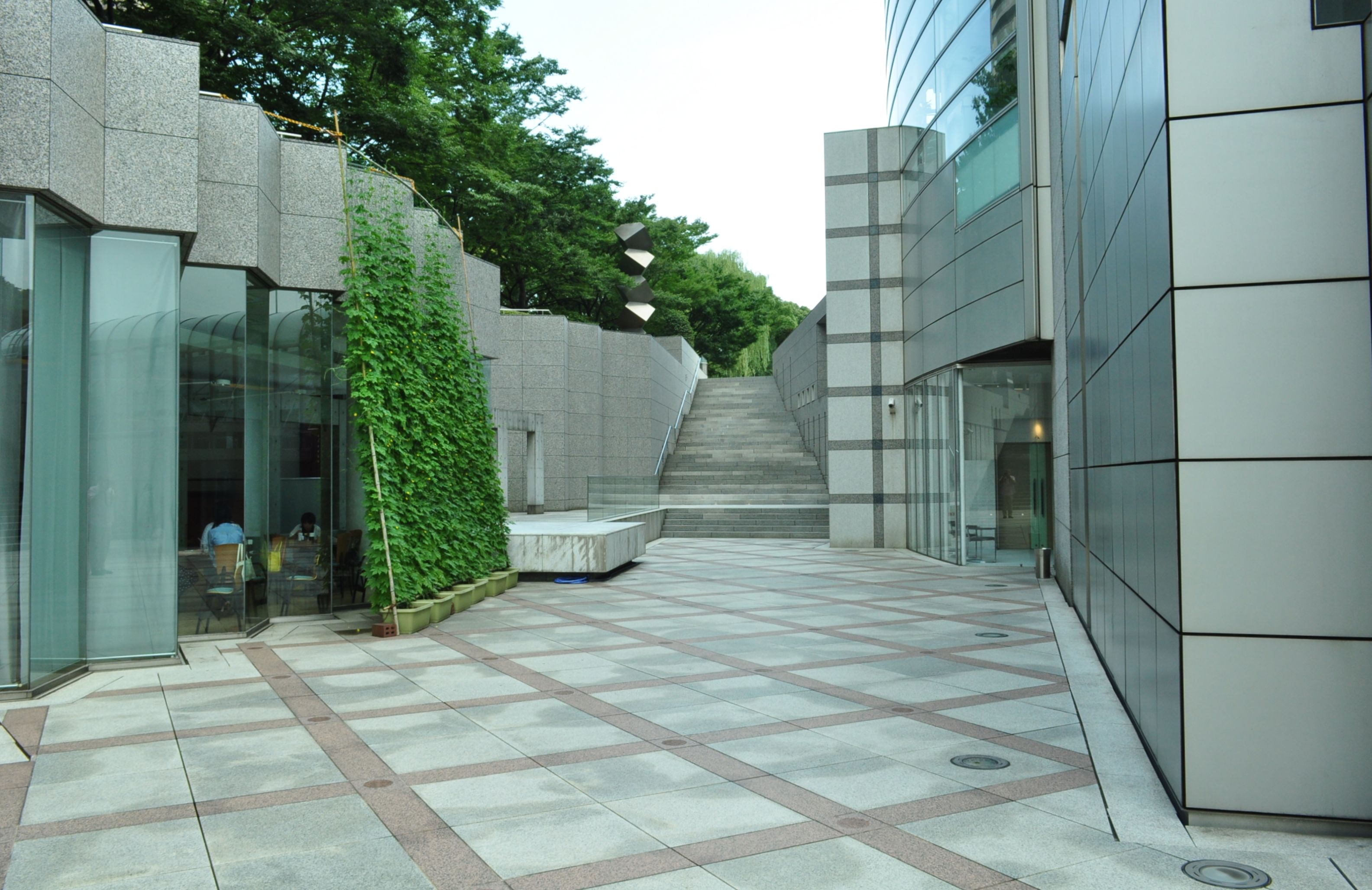
光のプラザ（2013年7月26日撮影）
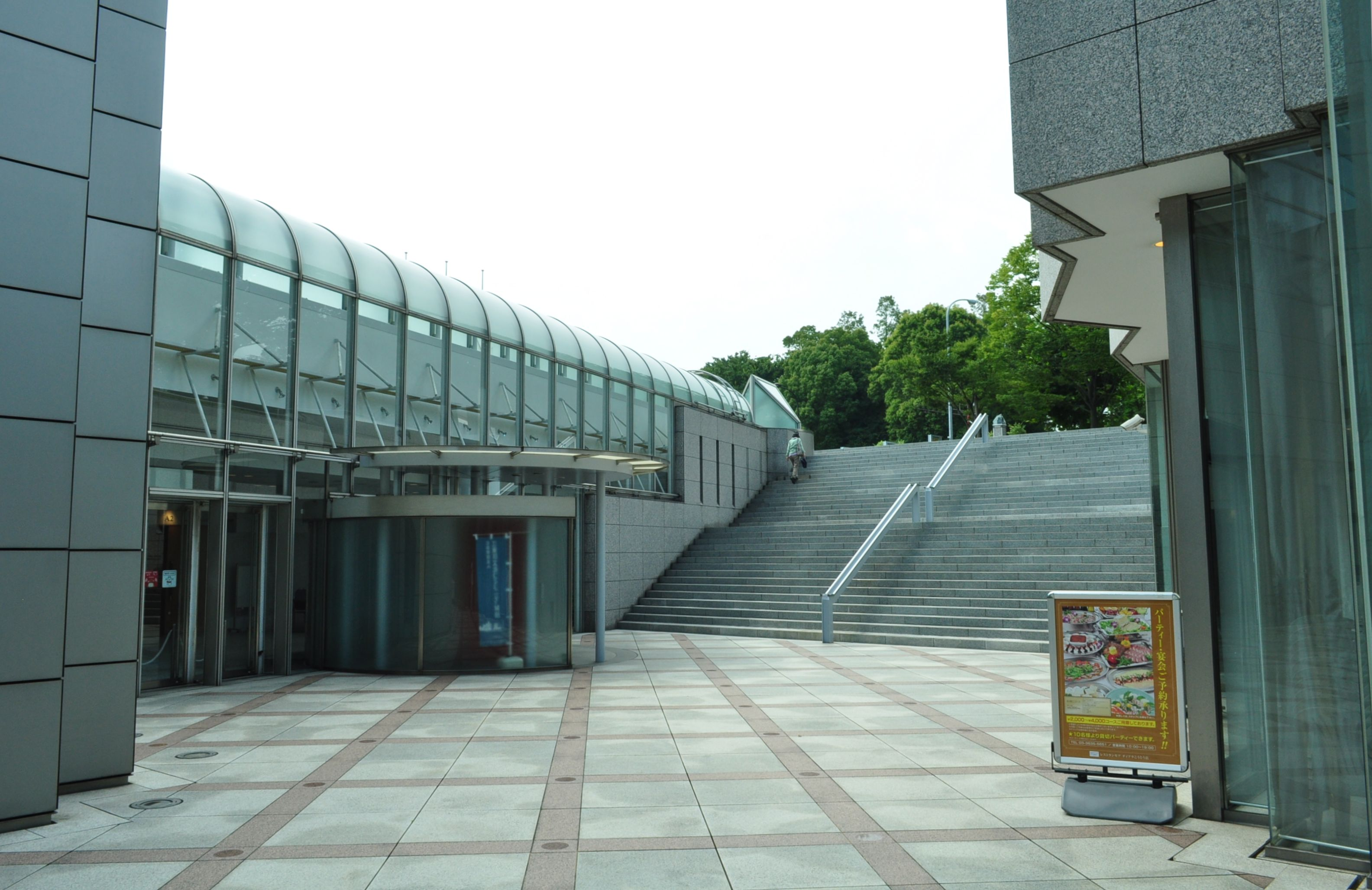
同左（2013年7月26日撮影）
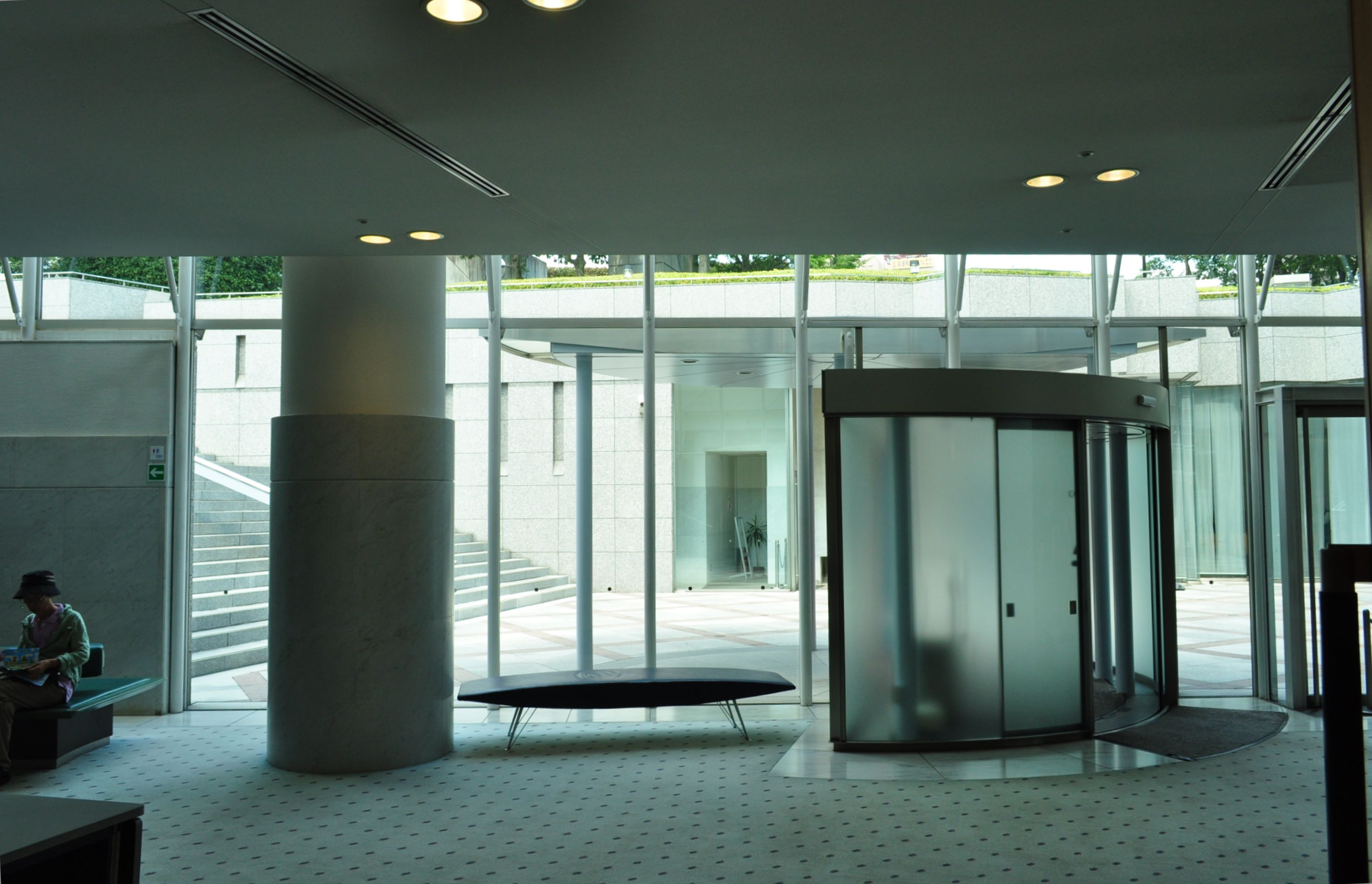
エントランスホール（2013年7月26日撮影）
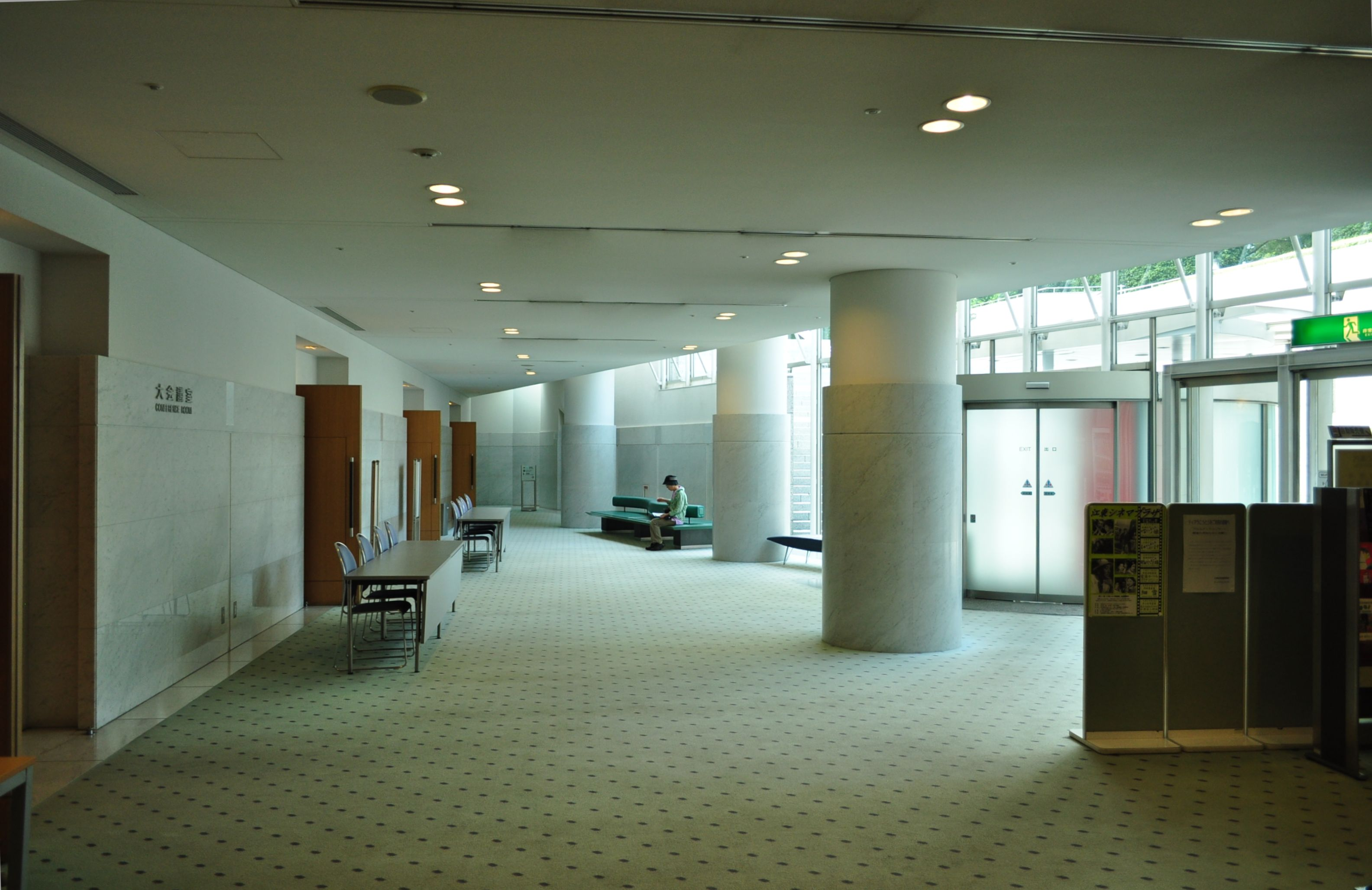
ホワイエ（2013年7月26日撮影）

## 外部サイト
- ティアラこうとう 【江東区江東公会堂】（公財）江東区文化コミュニティ財団